# 十八界
十八界，佛教術語，是一種界（dhātu）的分類法，最為佛教論師所重視。將有情眾生的世間法界分成三大類別：六內界、六外界、六識界，代表世間法中最重要的十八種境界或者不同的功能。

## 概述
十八界分為六根界、六塵界和六識界：
- 六根界：能見之根，名為眼界。能聞之根，名為耳界。能嗅之根，名為鼻界。能嘗味之根，名為舌界。能覺觸之根，名為身界。能覺知之根，名為意界。
- 六塵界：眼所見一切色境，名為色界。耳所聞一切音聲，名為聲界。鼻所嗅一切香氣，名為香界。 舌所嘗一切諸味，名為味界。觸即觸著，身所覺冷暖细滑等觸，名為觸界。意所知一切諸法，名為法界。
- 六識界（六轉識）：識依眼根而能見色，名眼識界。識依耳根能聞諸聲，名耳識界。識依鼻根能嗅諸香，名鼻識界。識依舌根能嘗諸味，名舌識界。識依身根能覺諸觸，名身識界。識依意根而能区分辨别一切法相，名意識界。

十八界的體性：其中的六根中前五根，再加上五塵代表的是代表了物質層面的色法。其中的六識，再加上六根中的最後的意根及阿來耶識與六塵中的法塵則是代表了精神層面的心法。代表世間的十八界一一法─六根、六塵、六識，皆是因緣和合、生住異滅，因緣而生、因緣而滅，都是無常、苦、空、無我，非真實的法。

## 初始定義
《雜阿含經·四五二經》等定義了十八界：
|  | 世尊告諸比丘：緣種種界生種種觸，緣種種觸生種種受，緣種種受生種種愛。云何種種界？謂十八界，眼界、色界、眼識界，乃至意界、法界、意識界，是名種種界。 |

## 各宗派觀點

### 部派佛教
《大毘婆沙論》稱：十八界中六識界是能依，六內界是所依，六外界是境界。過去、現在、未來三世都具有十八界，六識身無間已滅名意界。十八界是為鈍根者說。十八中界略出少分施設六界，識界能生、四大種能養、空界能長有情色、無色身，界有結生入胎的作用，使之區別於蘊和取蘊。意根是二十二根之一，它有二種含義：一、能續後有，二、自在隨轉，或自在令他隨順。
在《法蘊論》中，定義的意根合併了意界和意處的含義，意根也是心意識的合稱。在《品類論》中，定義了意界和與之含義一致的意處，定義意根是六識身。在《大毘婆沙論》中，定義了意界，意處就是七心界即六識界和意界，而意根與意界同義；十八界實體有十七或十二個，要么去掉意界，要么去掉六識界而同於十二處。在《舍利弗阿毘曇論》中，意界是知法念法之初心，意識界是不離彼境界之相似心。

### 瑜伽行唯識學派
瑜伽行唯識學派在其阿毘達磨體系中承襲了十八界理論，並將其“十一識”學說配入十八界中。無著《攝大乘論》：
|  | 此中何者依他起相？謂：阿賴耶識為種子，虛妄分別所攝諸識。此復云何？謂：身、身者、受者識，彼所受識（應受識），彼能受識（正受識），世識，數識，處識，言說識，自他差別識，善趣惡趣死生識。 此中若身、身者、受者識，彼所受識，彼能受識，世識，數識，處識，言說識，此由名言熏習種子。若自他差別識，此由我見熏習種子。若善趣惡趣死生識，此由有支熏習種子。由此諸識一切界趣雜染所攝。…… 此中身、身者、受者識，應知即是眼等六內界。彼所受識，應知即是色等六外界。彼能受識，應知即是眼等六識界。其餘諸識，應知是此諸識差別。 |

眼等五內界對應“身識”，六識界對應“能受識”，意界與“身者識”、“受者識”二者的關係，有兩種學說：
- 世親《攝大乘論釋》：「謂身、身者、受者識者：身，謂眼等五界。身者，謂染污意。能受者，謂意界。」
- 無性《攝大乘論無性釋》：「謂身、身者、受者識者：如後當說，眼等六內界為性，如其所應。眼等五識所依意界，名身者識。第六意識所依意界，名受者識。」

此二釋論之間的不同體現了唯識古學和唯識今學之間的根本分歧，導致了第七識是阿陀那識還是末那識等諍論。漢傳法相宗採用了無性論師的學說。意界二分，其中“第六意識所依意界”即意根末那識，對應“受者識”；眼等五識所依意界對應“身者識”，即阿賴耶識。

### 如來藏學派
如來藏緣起宗的經論中，十八界等其性”即如來藏。